# Beverston
Beverston – wieś w Anglii, w hrabstwie Gloucestershire, w dystrykcie Cotswold. Leży 25 km na południe od miasta Gloucester i 145 km na zachód od Londynu.